# Dobrošov (dělostřelecká tvrz)
Dělostřelecká tvrz Dobrošov je obranná pevnost postavená v rámci československého opevnění budovaného v třicátých letech, mimo jiné v důsledku zvolení Adolfa Hitlera kancléřem v Německu. Patřila mezi páteřní opevnění na severní hranici Československa a měla být jednou ze čtrnácti tvrzí na západ od Ostravy jako součást pevnostní linie budované od roku 1935. Byla situována u stejnojmenné vsi Dobrošov, která leží mezi Náchodem a Českou Čermnou, západně od kóty 622 Dobrošov. Od roku 1968 je v pevnosti expozice československého opevnění. Tvrz nebyla dokončena. Její stavba byla zahájena v září 1937, poté, co pro její stavbu byly vyčleněny a vyvlastněny pozemky, za které byla později zaplacena suma ve výši 243 024 Kč. V plánu bylo postavit dva pěchotní sruby, dva dělostřelecké sruby, jednu dělostřeleckou otočnou věž, minometnou otočnou věž a vchodový objekt.
Děla měla postřelovat celé náchodské údolí, podporovat izolované pěchotní sruby ve svazích nad Bělovsí. Dostřel hlavních zbraní sahal za Hronov, kde se jejich palba překrývala s palbou tvrze Jírová hora. Na druhou stranu bylo zajištěno stejné krytí prostoru s tvrzí Skutina.

## Historie

### Výstavba tvrze
Za projektanta tvrze byl vybrán štábní kapitán ženistů Ing. František Zavadil. Stavbyvedoucí Vlastimil Zeithamml řídil 30 úředníků a 960 dělníků.
Ve výběrovém řízení se o zakázku na tvrz ucházely firmy Müller a Kapsa, Záruba-Pfeffermann, ing. Zdenko Kruliš, ing. Karel Skorkovský, ing. M. Pažout, Lanna - akciová stavební společnost, Ing. Jan Velfík a firma Jaromír Schwarz a spol. V konkurzu, v němž byla zohledněna rychlost provedení a celková cena, zvítězila firma Müller a Kapsa, které mělo být za vybudování tvrze proplaceno 33 557 057,80 Kčs a která předtím úspěšně dokončila stavbu dělostřelecké tvrze Adam v Orlických horách. Lhůta pro dokončení stavby byla určena na 24 měsíců. Stavba započala 13. září 1937 a po dokončení by se tvrz skládala ze dvou pěchotních srubů (N-D-S 72 Můstek a N-D-S 73 Jeřáb), dvou dělostřeleckých srubů (N-D-S 75 Zelený a N-D-S 76 Amerika), dělostřelecké otočné věže (N-D-S 74 Maliňák), minometné otočné věže (N-D-S 77 Kaplička) a vchodového objektu (N-D-S 77a Portál).

### Stav v září 1938
Celkově byly postaveny tři objekty – N-D-S 72, 73 a 75, vyrubány podzemní sály skladů a ubikací a chodby o celkové délce 1750 m. Celé podzemí bylo téměř z poloviny vybetonováno. Byly vyhloubeny šachty do všech podzemních místností pod všemi objekty a byla vyražena odvodňovací štola.
V žádném z postavených objektů nebyly osazeny zvony ani nebyl proveden zához kamennou rovnaninou. V září 1938 byl schopen bojů pouze jediný objekt, a to srub N-D-S 73, který měl v době mobilizace přidělenou posádku. Vchodový objekt měl být na podzemí napojen svážnicí, avšak do dne Mnichovské dohody nebyl postaven, a tak se do podzemí tvrze vstupovalo provizorní mřížovou brankou zřízenou v ústí štoly.

### Osud tvrze za okupace
V období okupace byl srub postřelován při zkouškách německých zbraní. Nejvíce poničen byl pěchotní srub N-D-S 72, na kterém byla zkoušena nová německá střela Röchling. Jedna střela je ještě nyní zavrtána do železobetonové stěny srubu.

### Tvrz dnes
Do dnešních dnů jsou v okolním terénu patrny stopy po zavalených staveništích ostatních objektů, zvláště N-D-S 76 a N-D-S 74. Podzemí tvrze je na několika místech zavaleno a není průchodné. Provizorní vchod do tvrze je zasypán a pouhých 400 metrů podzemí je přístupných.
V roce 1979 byl na tvrzi natáčen maďarský sci-fi film Pevnost (Az eröd).

### Muzeum

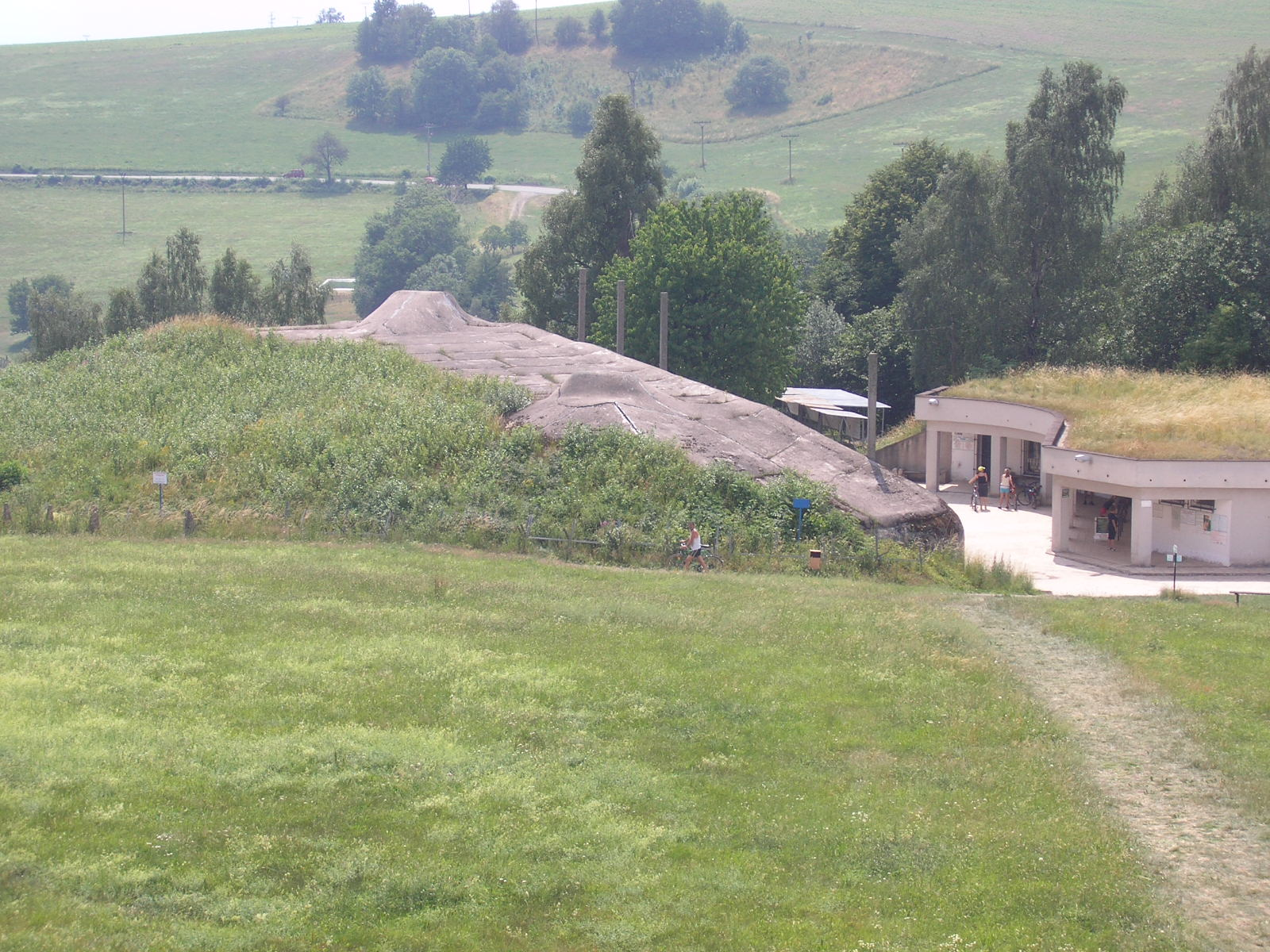
Srub N-S 75 Zelený a budova muzea

Nyní jsou v dělostřelecké tvrzi provozovány prohlídkové trasy, které vedou z dělostřeleckého srubu N-D-S 75 přes muniční sklad M2 srubu Zelený na křižovatku s hlavní galerií, dodatečně vyztuženou chodbou hlavní galerie, kasárenskými sály, ošetřovnou a končí na srubu N-D-S 72. Ve dnech státních svátků je přístupný i druhý pěchotní srub N-D-S 73. Tvrz spravuje Muzeum Náchodska.

## Jednotlivé objekty tvrze
| Označení          | Typ                      | Stav                                                               |
| ----------------- | ------------------------ | ------------------------------------------------------------------ |
| N-D-S 72 Můstek   | pěchotní srub            | postaven, součást expozice, poničen ostřelováním střelami Röchling |
| N-D-S 73 Jeřáb    | pěchotní srub            | postaven, výjimečně přístupný                                      |
| N-D-S 74 Maliňák  | dělostřelecká otočná věž | nepostaven                                                         |
| N-D-S 75 Zelený   | dělostřelecký srub       | postaven, součást expozice                                         |
| N-D-S 76 Amerika  | dělostřelecký srub       | nepostaven                                                         |
| N-D-S 77 Kaplička | minometná otočná věž     | nepostaven                                                         |
| N-D-S 77a Portál  | vchodový objekt          | nepostaven                                                         |

### Pěchotní srub N-D-S 72 "Můstek"
Pěchotní srub o kubatuře 3100 m3 betonu byl umístěn projektanty na nejvyšší terénní bod tvrze o nadmořské výšce 619 metrů. Místo bylo velmi dobré na pozorování, takže se počítalo s osazením pozorovacího zvonu, odkud měly být dodávány informace pro minometnou otočnou věž. Objekt disponoval dalšími dvěma zvony, ve kterých měly být uloženy lehké kulomety. Pro pancéřovou kopuli bylo určeno dvojče těžkých kulometů. Ve střílnách pod betonem měly být dva protitankové kanóny ráže 47 mm umístěné ve společné lafetě s těžkým kulometem a v další střílně dvojče těžkých kulometů. Betonáž objektu proběhla ve dnech 25. až 31. července 1938. Svůj název „Můstek“ získal srub podle nedalekého dřevěného lyžařského můstku. Za mobilizace neměl tento srub z důvodu celkového nedokončení stálou osádku. Kromě vnitřních stavebních úprav nebyl dokončen ani zához.

### Pěchotní srub N-D-S 73 "Jeřáb"

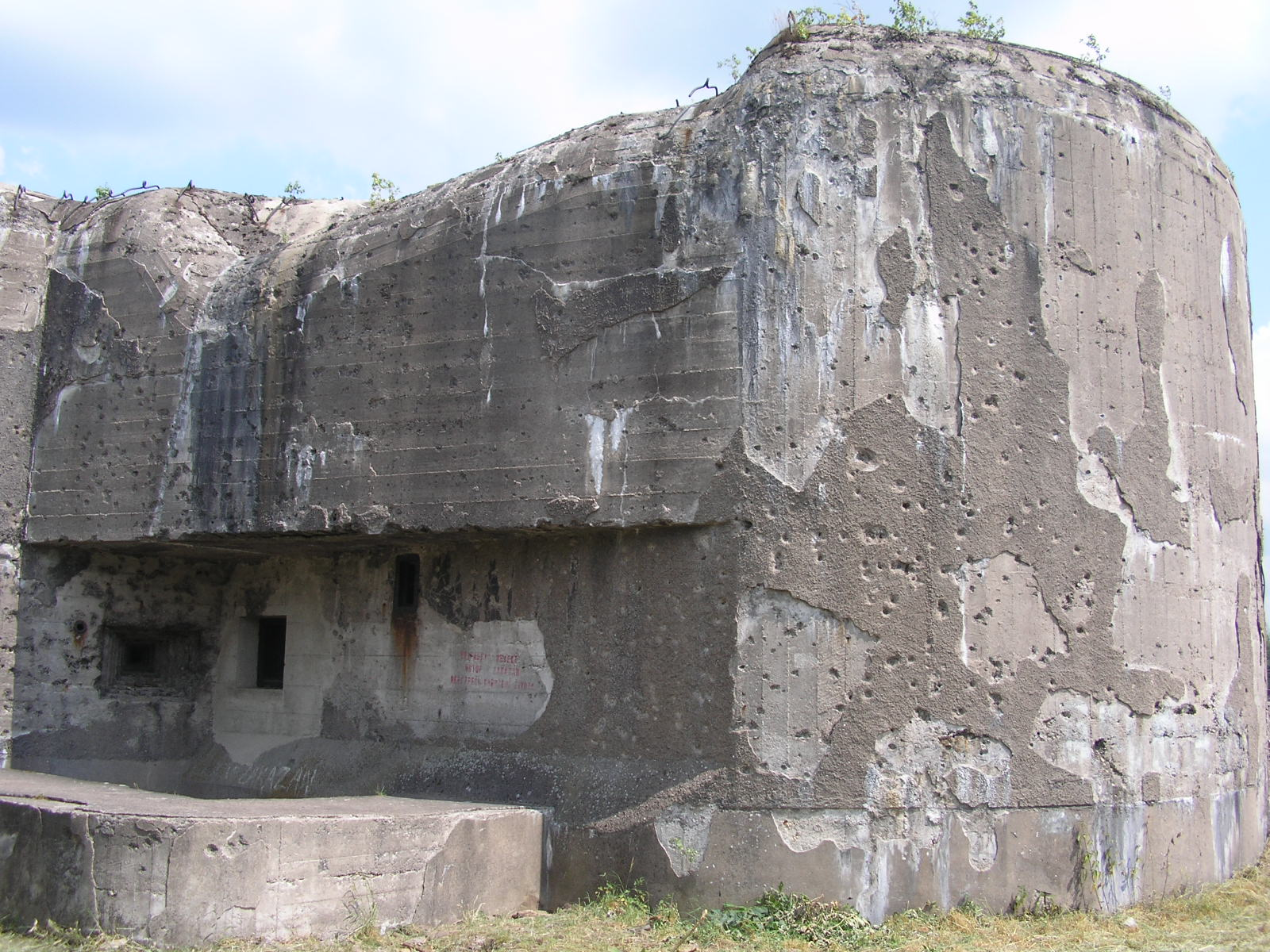
Viditelné postřelování na objektu N-D-S 73

Tento pěchotní srub o kubatuře 3808 m3 byl betonován ve dnech 24. června až 2. července 1938. Z objektu byl dobrý výhled do údolí Metuje, takže se počítalo s osazením dělostřeleckého pozorovacího zvonu, který by řídil palbu z dělostřelecké baterie umístěné v objektu N-S 75. Objekt měl ještě další dva zvony, které měly být vyzbrojeny lehkými kulomety. V kopuli mělo být umístěno dvojče těžkých kulometů. Objekt měl být vyzbrojen ještě ve střeleckých místnostech dvěma protitankovými kanóny ráže 47 mm a jedním dvojčetem těžkých kulometů. Za mobilizace srub neměl stálou osádku, protože nebyl dostatečně připraven. Srub neměl osazeny pancéřové zvony, vojáci spali na provizorních slamnících, pitná voda musela být donášena z jímky umístěné na počátku odvodňovací štoly v podzemí. Po Mnichovu zůstala část osádky ve srubu jako strážní oddíl. Člen tohoto strážního oddílu, svobodník Zicháček, nakreslil na stěnu ubikace několik kreseb, které se vyjadřují k okupaci pohraničí a Mnichovské dohodě. Kresby doplňuje nedokončený seznam osádky objektu. Za okupace byla Němci vytržena střílna pro kanón na levé straně objektu, nyní je nahrazena maketou. Němci si také tento srub vybrali pro natočení propagandistického dokumentu o dobývání Maginotovy linie. Stěny dosud nesou stopy po ostřelování kulometem.

### Dělostřelecká věž N-D-S 74 "Maliňák"
Objekt N-S 74 určený pro dělostřeleckou otočnou a výsuvnou věž měl být postaven na kótě 604. Z tohoto místa bylo možné vést palbu do údolí řeky Metuje, na hřeben mezi Babí a Slavíkovem a také do prostoru Jeleniów a Kudowa-Zdrój. Celý objekt by po dokončení byl zapuštěný do terénu, nad který by vyčnívala pouze vrchní část a dva malé ventilační zvony. Staveniště objektu je dnes zarostlé porostem, ale je dobře patrný výkop pro objekt.

### Dělostřelecký srub N-D-S 75 "Zelený"
Tento dělostřelecký srub měl být největším objektem z celé tvrze, svůj název „Zelený“ dostal podle příjmení původního majitele pozemku, na kterém byl postaven. Betonáž se prováděla ve dvou intervalech – první od 3. do 7. září 1938 a druhý až za všeobecné mobilizace ve dnech 20. až 28. září 1938. Při betonáží bylo celkově spotřebováno 5520 m3 betonu. Hlavní výzbroj objektu spočívala ve třech střílnách pro 10cm houfnice vz. 38, které měly svými zbraněmi mířit do údolí řeky Metuje, kde byly důležité komunikace. V nynější době jsou otvory po vytržených střílnách zaslepeny plechovými deskami. Bohužel do tvrze se žádná z těchto zbraní nedostala. Dále ve stropě srubu měly být osazeny dva pancéřové zvony se střílnami pro lehké kulomety. Třetí lehký kulomet měl být umístěn ve střílně postřelující ochranný příkop před střílnami. Jak houfnice, tak zvony nebyly dodány. Objekt je rozdělen na dvě patra, přičemž v horním (bojovém) jsou kasematy pro houfnice, vstupní chodbička, chodbičky do zvonů a nouzový východ z objektu. V dolním (týlovém) patře je filtrovna, sociální zařízení, ubikace části mužstva, velitelské stanoviště a místnosti, do kterých padaly vystřílené nábojnice. Obě patra a podzemí jsou spojeny schodištěm a šachtou pro dva nákladní výtahy.

### Dělostřelecký srub N-D-S 76 "Amerika"
Tento dělostřelecký srub měl být postaven na svahu nad osadou Amerika, podle které mu také bylo přiděleno jméno. Podle původních plánů měl být objekt vyzbrojen třemi 8cm kanóny, ale z důvodu nevyhovujících zkoušek a snahy o jednotnou výzbroj byly nahrazeny 10cm houfnicemi vz. 38. Kanóny by byly namířeny směrem na Borovou, Rzy a tvrz Skutina. Obranu bezprostředního okolí tvrze měly zajišťovat dva lehké kulomety osazené v pancéřových zvonech. Objekt se shoduje se srubem N-S 75, avšak je zrcadlově obrácen. Osádku mělo tvořit 86 mužů. Srub se nepodařilo do mobilizace postavit. Byla vyhloubena šachta do podzemí, proveden výkop objektu a vybetonována základová skořápka. Po Mnichovu byla šachta zasypána, postupně zmizelo i celé staveniště.

### Minometný srub N-D-S 77 "Kaplička"
Jediný objekt, který vůbec nebyl zadán ke stavbě, je minometný srub N-D-S 77. Jeho výzbroji měla dominovat dvojice 12cm minometů, které měly střílet z mohutné pancéřové kopule osazené ve stropě objektu. Minomety by mohly postřelovat nepřehledné údolí v okolí tvrze. V dalším zvonu, který by byl na objekt osazen, měl být umístěn lehký kulomet k obraně nejbližšího okolí.

### Vchodový srub N-D-S 77a "Portál"
Tento vchodový objekt měl sloužit pro vstup do podzemí tvrze. Postaven měl být ve svahu pod silnicí Náchod – Nový Hrádek. Ochranu příjezdové cesty měly chránit dva 4cm kanóny vz. 36 společně s těžkým kulometem v lafetě. Uvnitř objektu mělo být velké překladiště pro nákladní automobily. Dopravovaný materiál by tu byl překládán na vozíky podzemní úzkokolejné dráhy o rozchodu 600 mm. Pohyb vozíků by zajišťovali vojáci, kteří by je tlačili. Koleje měly vést k hlavní chodbě a v odbočkách pod objekty s dělostřeleckou výzbrojí. Z překladišť u hlavní chodby by se k výtahům pěchotních srubů dopravovala munice na vozíčcích s gumovými kolečky odbočkami bez kolejí. Kromě vjezdu pro automobily měl mít vchodový srub také malý vchod pro pěší. Ve stropě objektu se počítalo se dvěma pancéřovými zvony pro lehký kulomet. Stavba objektu měla být zahájena na jaře 1939. Po ukončení opevňovacích prací na podzim 1938 byla vyražená vstupní chodba provizorně vybetonována v menším profilu, aby se zabezpečil přístup do nitra rozestavěné tvrze, a vnější ústí bylo opatřeno mřížovou brankou. V pozdějších letech ale byl tento provizorní vstup zavezen zeminou, takže dnes není zvenku téměř patrný.

### Okolní samostatné objekty
- N-S 78 Polsko
- N-S 71 V sedle

## Galerie

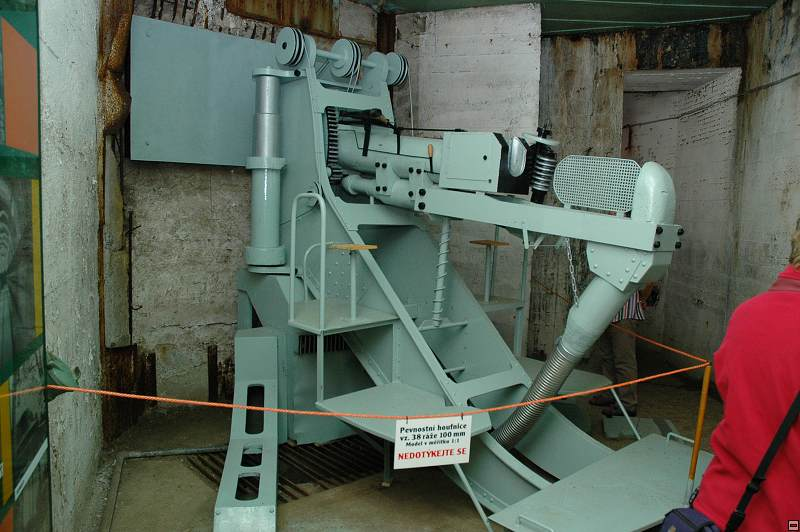
Dřevěná maketa houfnice vz. 38 (zbraň Y)
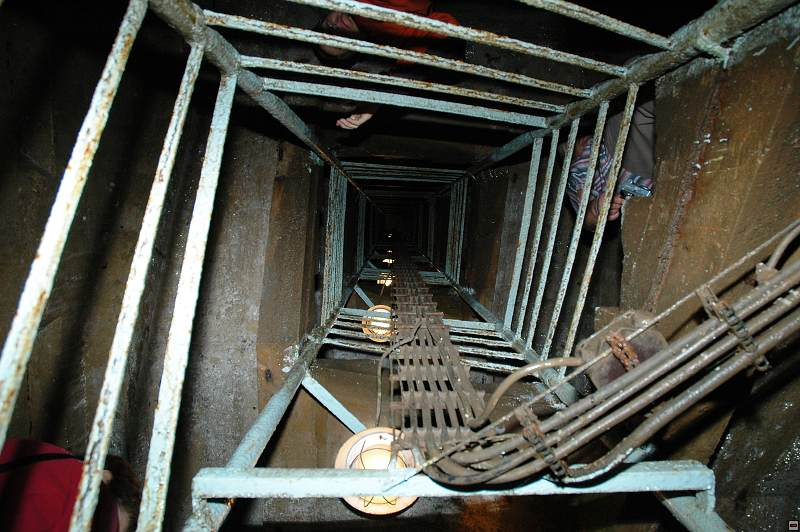
Schodiště
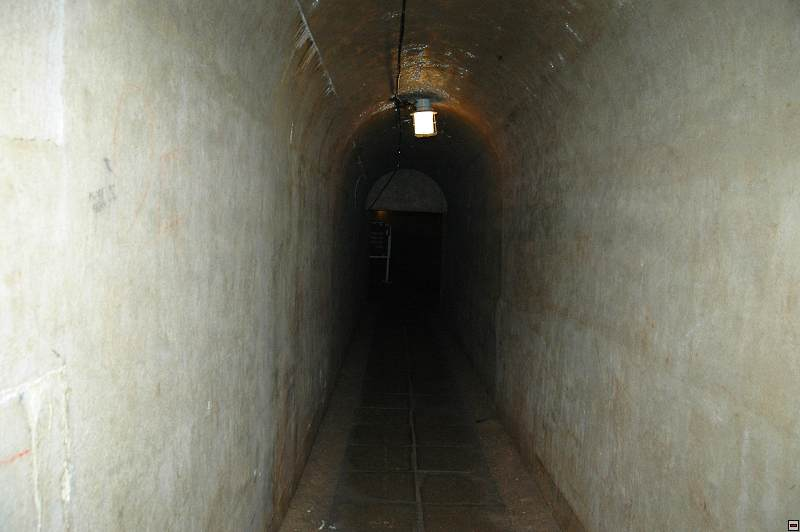
Spojovací chodba
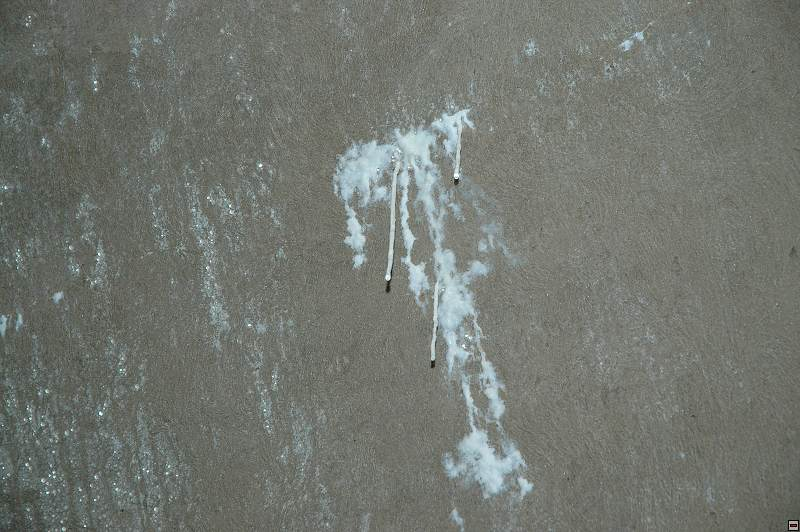
Krápníky
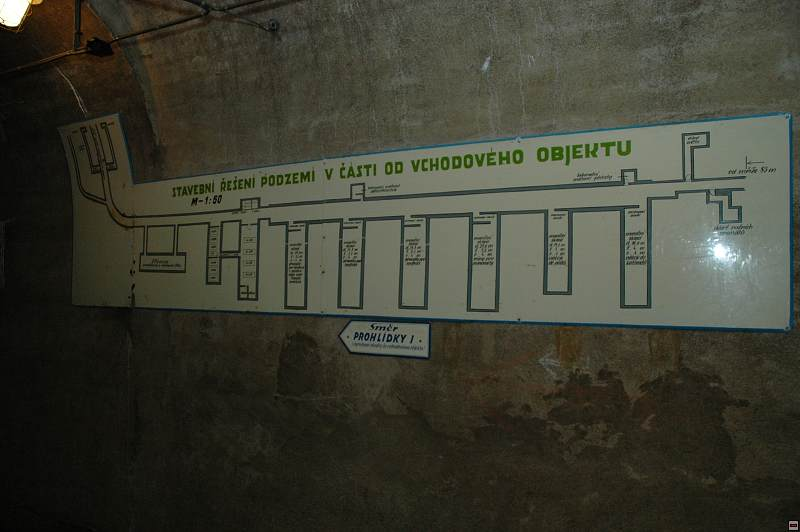
Plán podzemí
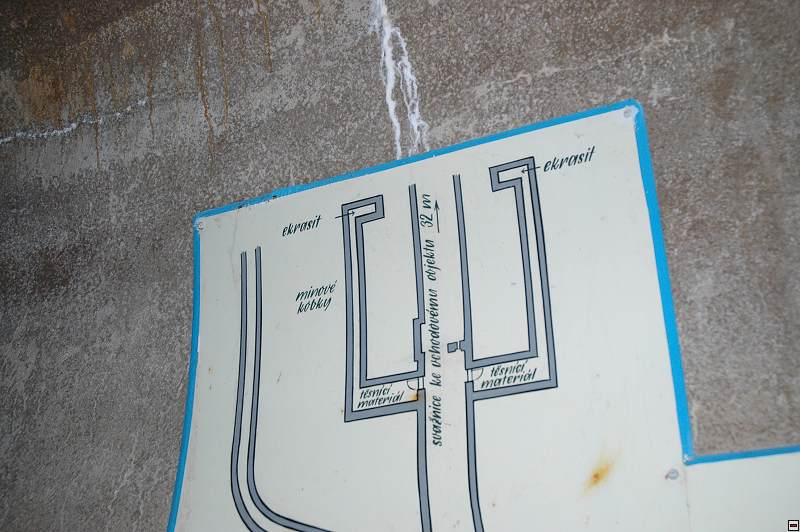
Zabezpečení přístupu od vchodového objektu
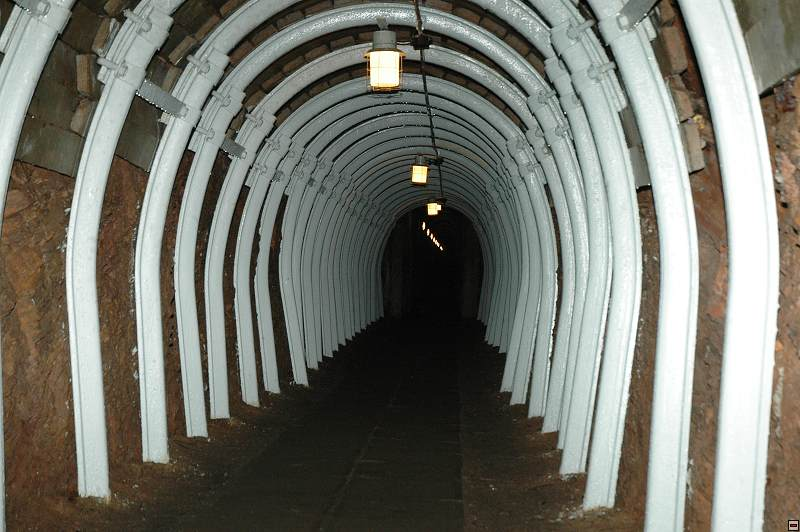
Nevybetonovaná spojovací chodba byla pro potřeby muzea zajištěna horníky ze Svatoňovic
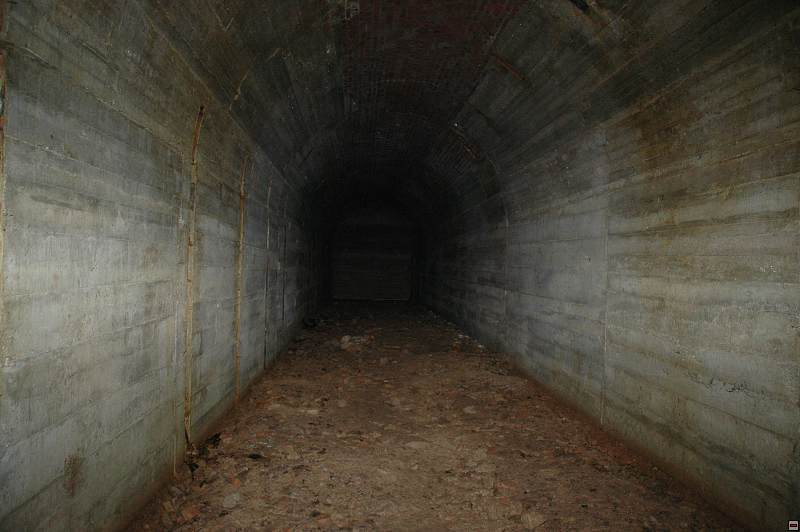
Ošetřovna
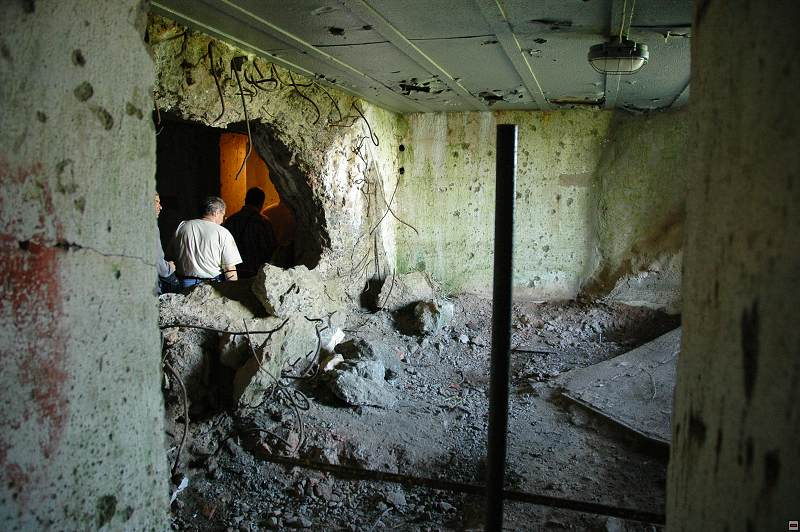
Vnitřek srubu Můstek
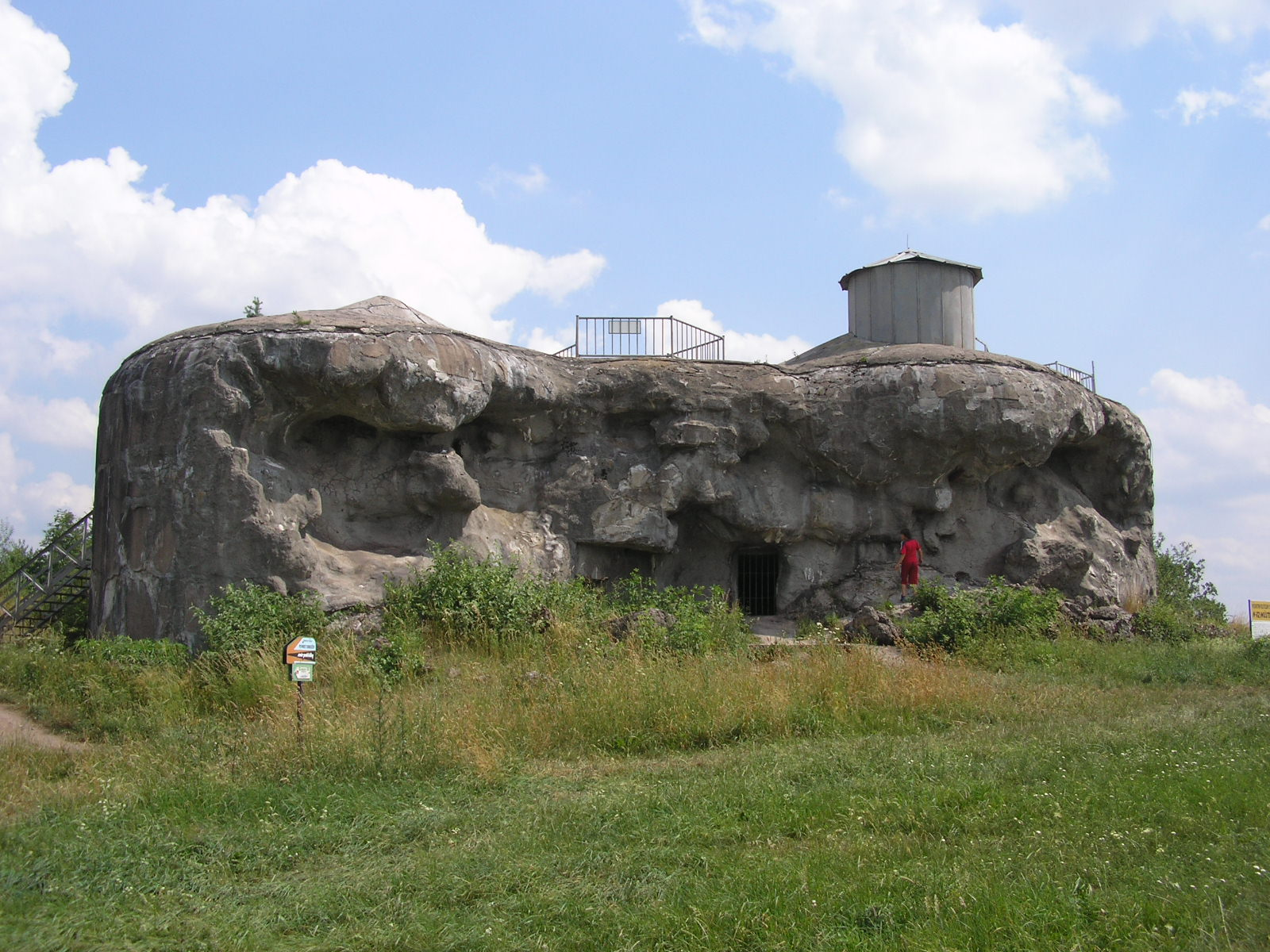
Pěchotní srub N-D-S 72
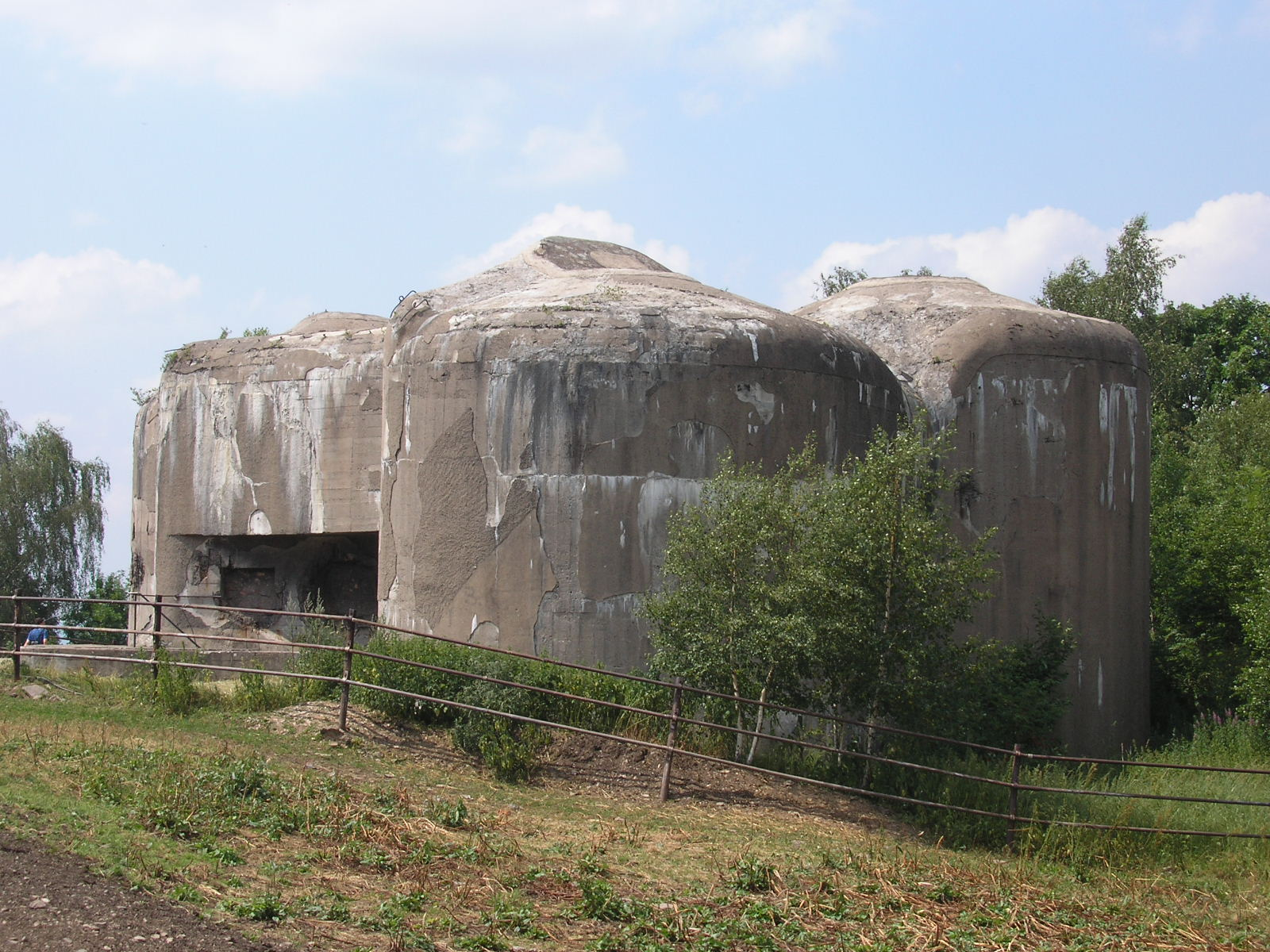
Pěchotní srub N-D-S 73
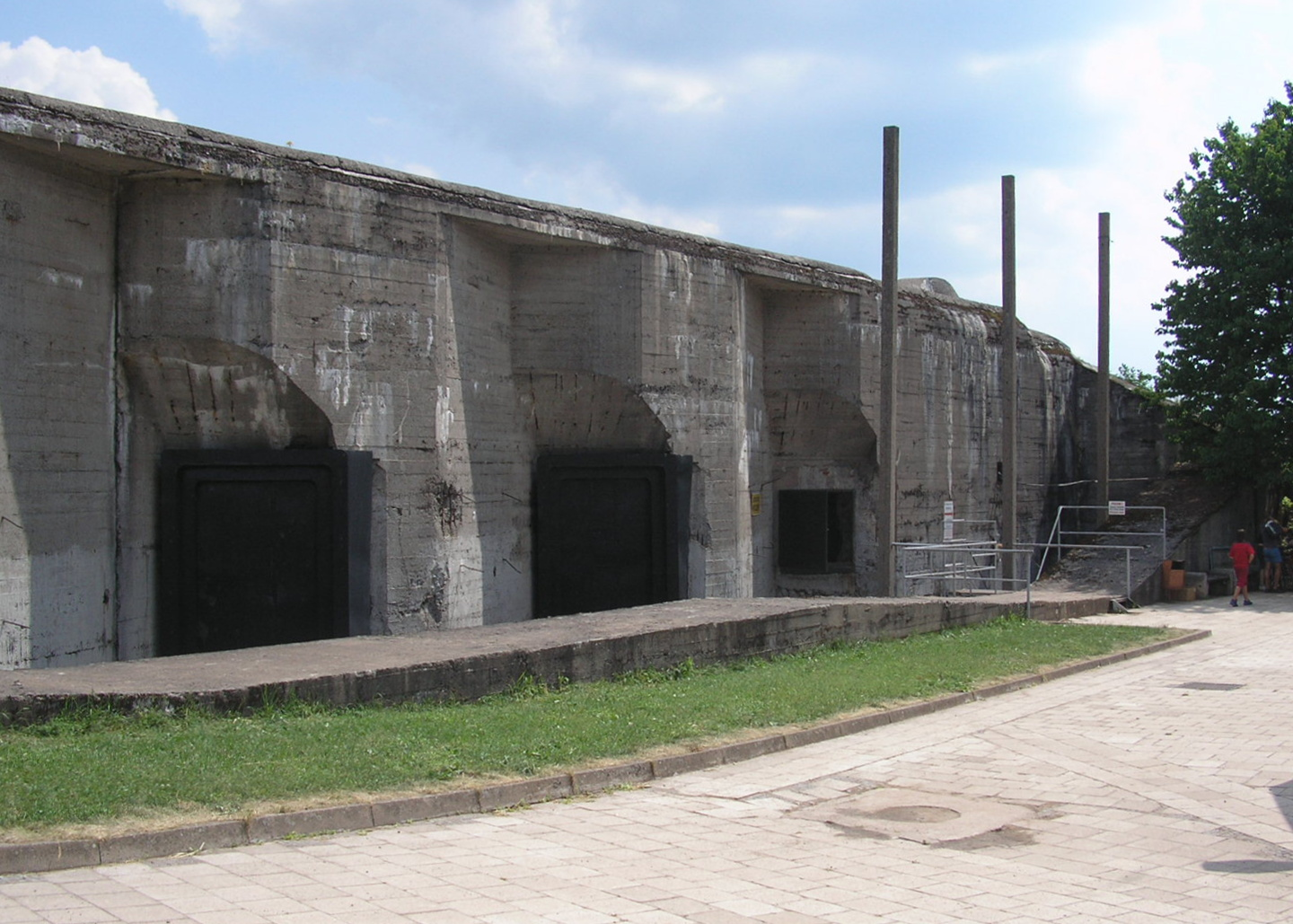
Dělostřelecký srub N-D-S 75
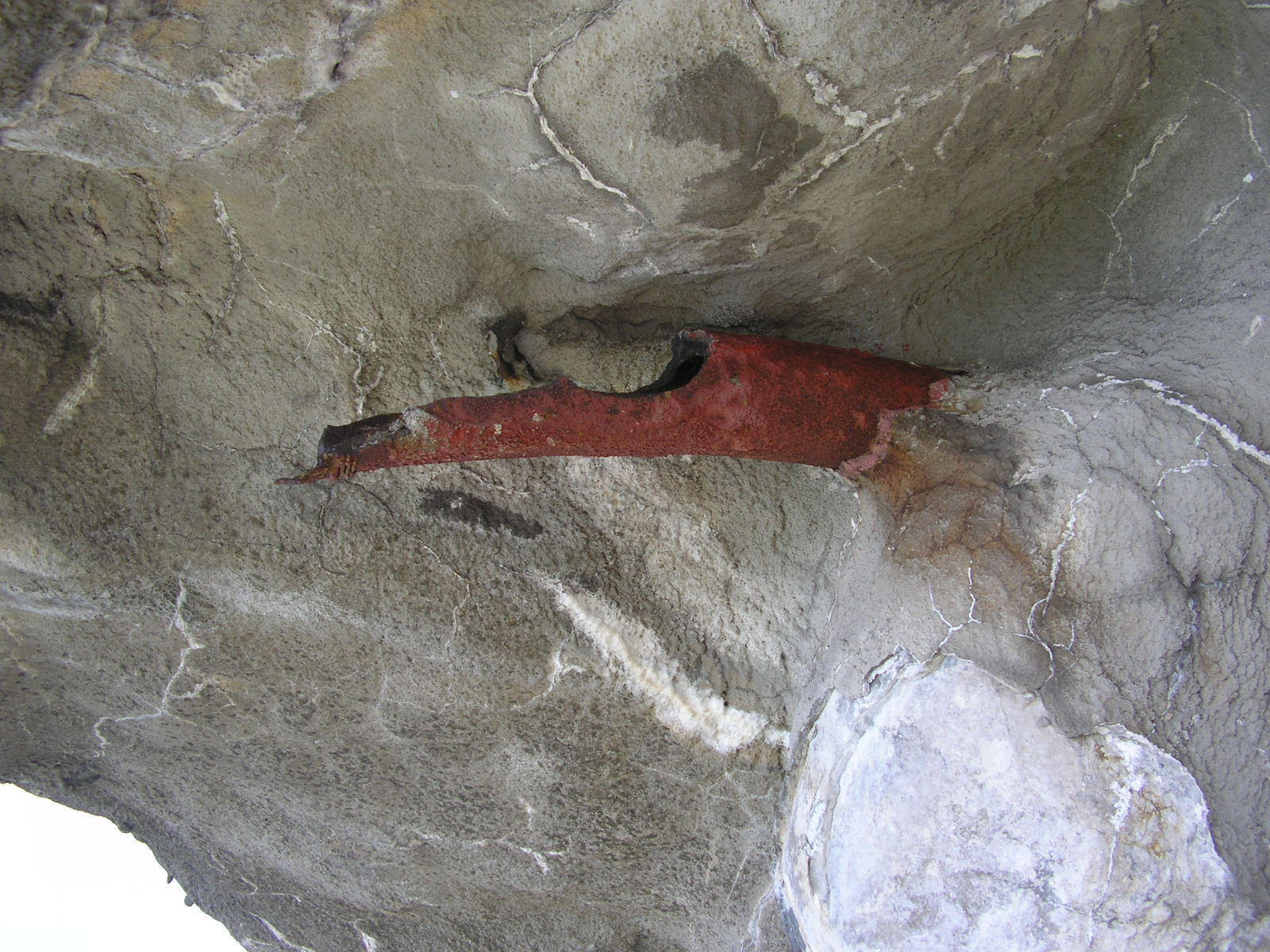
Střela Röchling zabořená do pěchotního srubu N-S 72 tvrze Dobrošov